# Daniel Zack
Daniel „Dan“ Zack (* 1992 oder 1993 in Princeton, New Jersey) ist ein professioneller US-amerikanischer Pokerspieler. Er ist dreifacher Braceletgewinner der World Series of Poker, bei der er 2022 als Spieler des Jahres ausgezeichnet wurde, und gewann 2023 die PGT Mixed Games Championship.

## Pokerkarriere

### Werdegang
Zack spielt online unter den Nicknames PepperPrince (WSOP.com), BUDWISER1952 (BlackChip) und DGZack (Borgata Poker NJ).
Seine erste Geldplatzierung bei einem Live-Pokerturnier erzielte Zack im Januar 2014 in Los Angeles. Im Juni 2014 war er erstmals bei der World Series of Poker (WSOP) im Rio All-Suite Hotel and Casino in Paradise am Las Vegas Strip erfolgreich und kam bei zwei Turnieren mit jeweils gemischten Varianten in die Geldränge. Dabei erreichte er einen Finaltisch in 10-Game und beendete ihn auf dem mit rund 40.000 US-Dollar dotierten vierten Platz. Auch bei der WSOP 2015 saß der Amerikaner an einem Finaltisch und wurde in Pot Limit Omaha Fünfter, was mit knapp 50.000 US-Dollar prämiert wurde. Im Juli 2016 kam er erstmals beim WSOP-Main-Event auf die bezahlten Plätze und erhielt knapp 70.000 US-Dollar für seinen 88. Platz. Bei der WSOP 2017 belegte er beim WSOP.com High Roller den vierten Rang und sicherte sich knapp 100.000 US-Dollar. Anfang Dezember 2017 wurde Zack beim Main Event der World Poker Tour im Hotel Bellagio am Las Vegas Strip Siebter und erhielt mehr als 200.000 US-Dollar. Bei der WSOP 2019 erzielte er insgesamt 14 Geldplatzierungen. Der Amerikaner gewann zu Beginn der Turnierserie ein Event in Limit Mixed Triple Draw und wurde mit einem Bracelet sowie einer Siegprämie von rund 160.000 US-Dollar ausgezeichnet. Darüber hinaus erreichte er zwei weitere Finaltische und belegte den sechsten Platz beim Rennen um die Auszeichnung WSOP Player of the Year. Bei der WSOP 2021 spielte sich Zack bis ins Halbfinale der Heads-Up Championship vor und erhielt knapp 90.000 US-Dollar. Bei der WSOP 2022, die erstmals im Bally’s Las Vegas und Paris Las Vegas ausgespielt wurde, entschied er die Omaha Hi-Lo Championship für sich und sicherte sich sein zweites Bracelet sowie den Hauptpreis von rund 440.000 US-Dollar. Wenige Tage nach diesem Erfolg gewann der Amerikaner auch die Seven Card Stud Hi-Lo Championship der Turnierserie und erhielt rund 325.000 US-Dollar und sein drittes Bracelet. Auch beim teuersten Event auf dem Turnierplan, dem Super High Roller mit einem Buy-in von 250.000 US-Dollar, erreichte er die Geldränge und belegte den mit knapp 500.000 US-Dollar dotierten achten Platz. Insgesamt erzielte Zack bei der Turnierserie 16 Geldplatzierungen und sammelte die meisten Turnierpunkte aller Spieler, wodurch er als WSOP Player of the Year ausgezeichnet wurde. Im Februar 2023 kam er bei den PGT Mixed Games im Aria Resort & Casino am Las Vegas Strip fünfmal in die Geldränge und sicherte sich Preisgelder von rund 525.000 US-Dollar sowie die meisten Turnierpunkte, wofür er eine Trophäe und eine zusätzliche Prämie von 25.000 US-Dollar erhielt.
Insgesamt hat sich Zack mit Poker bei Live-Turnieren knapp 3,5 Millionen US-Dollar erspielt.

### Braceletübersicht
Zack kam bei der WSOP 101-mal ins Geld und gewann drei Bracelets:
| Jahr | Buy-in (in $) | Turnier                                        | Teilnehmer | Preisgeld (in $) |
| ---- | ------------- | ---------------------------------------------- | ---------- | ---------------- |
| 2019 | 02.500        | Limit Mixed Triple Draw                        | 296        | 160.447          |
| 2022 | 10.000        | Omaha Hi-Lo 8 or Better Championship           | 196        | 440.757          |
| 2022 | 10.000        | Seven Card Stud Hi-Lo 8 or Better Championship | 137        | 324.174          |